# 프로레슬링 노아
프로레슬링 노아(일본어: プロレスリング・ノア, Pro-Wrestling Noah, 약자 NOAH)는 미사와 미츠하루에 의하여 2000년에 창설된 일본 3대 메이져 프로레슬링 단체이다. 노아는 현재 월드 리그 레슬링, 제로원, 더 크래쉬 루차 리브레, 임팩트 레슬링과 제휴관계를 맺고 있다.

## 역사

### NOAH의 시작, Pro-Wrestling Noah
1999년 전일본 프로레슬링의 창립자이자 프로모터인 자이언트 바바가 사망한 후 위도우 바바 모토코가 소유주 , 미사와 미츠하루가 전일본 프로레슬링의 회장이 되었다. 하지만 모토코 바바가 전일본 프로레슬링을 예전과 다른 방향으로 이끌어 나가자 미사와는 2000년 5월 28일 전일본 프로레슬링에서 빠져나와 라이벌 단체인 프로레슬링 노아를 창설한다. 그 때 후치 마사노부와 카와다 토시아키는 전일본 잔류를 선언하였고 전일본 프로레슬링과 결별한 대부분의 프로레슬러들은 노아와 계약을 체결한다.
노아는 다른 단체보다 더 강력한 주니어 헤비급 디비전을 자랑한다. 마루후지 나오미치 , 켄타 , 카네무루 요시노부 등이 노아의 주니어 헤비급 디비전의 에이스들이다. 노아는 2004년과 2005년에 걸쳐 일본의 최고 단체로 급성장하게 되고 2003년에는 일본 프로레슬링의 가장 좋은 주간 TV쇼로 자리매김하게 된다.
그 결과 자신들만의 메인브랜드인 프로레슬링 SEM을 방영하게 된다. 이는 신일본 프로레슬링의 영 라이온즈와 라이벌 프로그램이 된다. SEM에는 마루후지 나오미치와 켄타가 트레이너가 되어 신예 레슬러들을 훈련시키게 된다.
2009년 6월 13일 미사와가 시오자키 고와 팀을 이루어 사이토 아키토시와 바이슨 스미스를 상대로 히로시마에서 대결을 하게 되는데 경기 도중 사이토에게 벨리 투 백 슈플렉스를 얻어맞은 미사와는 실신을 하게 되어 병원에 입원을 하게 돈다. 하지만 당일 오후 10시 10분 심각한 척추손상으로 인해 미사와는 사망하고 만다. 그리하여 2009년 6월 29일 타우에 아키라가 프로레슬링 노아의 2대 회장으로 선임된다.
2010년 프로레슬링 노아는 새롭게 글로벌 리그 토너먼트를 개최하고 헤비급 스타들이 출전을 하게 된다. 2010년 여름 프로레슬링 노아는 10주년 기념 흥행을 펼친다.

## 소속 선수들
- 타이지 이시모리
- 하지마 오하라
- 오가와 요시나리
- 키타미야 카이토
- 쿠마노 히토시
- 콰이엇 스톰
- 케노
- 코토게 아츠시
- 사이토 아키토시
- 시오자이 고
- 스기우라 타카시
- 타우에 아키라
- 카츠히코 나카지마
- 하라다 다이스케
- 마이바흐 타니구치
- 마사 키타미야
- 마루후지 나오미치
- 마샬 본 에릭
- 미사와 미츠하루
- 무하마드 욘
- 로스 본 에릭

## 챔피언 현황
| 타이틀                            | 현재 챔피언                           | 획득한 날짜     | 획득한 장소 | 전 챔피언                     |
| --------------------------------- | ------------------------------------- | --------------- | ----------- | ----------------------------- |
| GHC 월드 헤비웨이트 챔피언        | 조수 종합 호주                        | 2020년 1월 4일  | 도쿄도      | 청궁 위 미트                  |
| GHC 전국 선수권                   | 나카지마 카츠 히코                    | 2020년 5월 9일  | 가와사키시  | 스기우라 구이                 |
| GHC 월드 주니어 헤비웨이트 챔피언 | 스즈키 鼓太郎                         | 2020년 4월 19일 | 도쿄도      | 오가와 요시 나리              |
| GHC 월드 태그팀 챔피언            | 바그너 주니어 박사의 아들 & 르네 고근 | 2020년 4월 19일 | 도쿄도      | 丸藤 정도 & 모치즈키 마사아키 |
| GHC 월드 주니어 태그팀 챔피언     | 하타야 & 오가와 요시 나리             | 2020년 5월 10일 | 가와사키시  | 비워진                        |

## 토너먼트 (Tournament)
| 날짜 | 토너먼트명                     |
| ---- | ------------------------------ |
| 5월  | 글로벌 리그 토너먼트           |
| 6월  | 글로벌 태그팀 리그             |
| 10월 | 주니어 리그                    |
| 10월 | 글로벌 주니어 헤비급 태그 리그 |